# Vivian Cox
Vivian A. Cox (* 21. Juli 1915 in Bangalore, Britisch-Indien; † 27. April 2009 in Ewhurst, Grafschaft Surrey Vereinigtes Königreich) war ein britischer Weltkriegsoffizier, Produktionsleiter, Filmproduzent, Drehbuchautor und Schullehrer.

## Leben und Wirken
Vivian Cox wurde im damals britischen Kolonialreich Indien geboren, kehrte aber bereits frühzeitig in die englische Heimat seiner Eltern heim und besuchte in Cambridge sukzessive die Lehranstalten Cranleigh School und Jesus College. Kurz nach Ausbruch des Zweiten Weltkriegs eingezogen, diente Cox in der ersten Hälfte der der 1940er Jahre in verschiedenen Militärstab-Positionen, so etwa als Marine-Leutnant im Kommandozentrum der britischen Admiralität. Später führte er auch das Prinzip eines beweglichen Kartenraums für die Lagebesprechungen von Premierminister Winston Churchill ein. 1942 avancierte Cox zum Flaggleutnant des Vizeadmirals Bruce Fraser.
Kurz nach Kriegsende kehrte Vivian Cox in das Zivilleben zurück und trat 1946 in das Filmgeschäft ein. Seine erste Position war die eines Assistenten des Filmproduzenten Sydney Box. Ab 1949 war Cox als Produktionsleiter an der Herstellung von Filmen beteiligt, seit 1952 auch in Eigenverantwortung als Produzent. In dieser Position stellte Cox sowohl schwergängige und respektabel-ernste Stoffe wie Der Gefangene her als auch sehr leicht gewichtige Filmstoffe, darunter die deutsch-britische Studentenromanze Mit dem Kopf durch die Wand und die gewitzte Ausbrecherkomödie Die grüne Minna. Seit 1958 stand Vivian A. Cox in Diensten der Rank Organization. 
1967 kehrte Cox filmisch zu seinen Wurzeln in Indien zurück und beendete seine cineastische Tätigkeit mit Der Kampf, einer Geschichte aus der Zeit der britischen Kolonialherrschaft auf dem Subkontinent. Einige Jahre später ging Cox an seine alte Schule in Cambridge zurück, die Cranleigh School, wo er als Lehrer unterrichtete.

## Filmografie
Als Filmproduzent oder Produktionsleiter, wenn nicht anders angegeben
- 1949: The Astonished Heart
- 1950: Paris um Mitternacht (So Long at the Fair)
- 1950: Auf falscher Spur (The Clowded Yellow)
- 1952: Tread Softly
- 1954: Die seltsamen Wege des Pater Brown (Father Brown)
- 1955: Der Gefangene (The Prisoner)
- 1956: Täter unbekannt (Lost)
- 1956: In den Krallen der Gangster (House of Secrets)
- 1958: Mit dem Kopf durch die Wand (Bachelor of Hearts)
- 1959: Deadly Record (auch Drehbuch)
- 1959: Die grüne Minna (Two-Way-Stretch) (auch Co-Drehbuch)
- 1960: Ist ja irre – unser Torpedo kommt zurück (Watch Your Stern) (nur Co-Drehbuch)
- 1962: We Joined the Navy
- 1963: West Eleven
- 1967: Der Kampf (The Long Duel)